# عزت‌الله اکبری تالارپشتی
عزت‌الله اکبری تالارپشتی (زادهٔ ۱۳۳۲ در قائم‌شهر) سیاستمدار ایرانی است که نماینده تهران، ری، شمیرانات، اسلامشهر و پردیس در دوره یازدهم مجلس شورای اسلامی بود. او همچنین در دوره‌های پنجم و هشتم مجلس شورای اسلامی به‌عنوان‌ نماینده حوزه انتخابیه قائمشهر، سوادکوه و جویبار فعالیت داشت. وی ریاست کمیسیون صنایع و معادن مجلس یازدهم را بر عهده داشت.

## سوابق
۱- رئیس کمیسیون صنایع و معادن مجلس شورای اسلامی ادوار هشتم و یازدهم  
۲- رئیس فراکسیون سرمایه گذاری خارجی مجلس شورای اسلامی (دوره هشتم)
۳- رئیس سازمان صنایع و معادن استان تهران (مدیر نمونه ملی در دوران تصدی)
۴- عضو هیات مدیره سازمان مدیریت صنعتی ایران
۵- مدیرعامل و رئیس هیأت مدیره شرکت پشتیبانی ساخت و تهیه کالای نفت
۶- رئیس کارگروه ساخت داخل اقلام دهگانه استراتژیک صنعت نفت با رویکرد اقتصاد مقاومتی
۷- عضو کمیسیون ویژه بررسی طرح تحول اقتصادی ( دوره هشتم مجلس)
۸- نماینده قوه مقننه در کمیسیون حفاظت و توسعه صنایع ایران (دوره پنجم مجلس)
۹- معاون اداره سازمانهای بین المللی وزارت امور خارجه
۱۰- کارشناس ارشد سیاسی و بین المللی وزارت امور خارجه در مقر اروپایی سازمان ملل متحد (ژنو، سوئیس)
۱۱- مشاور ارشد اجرایی ریاست سازمان گسترش و نوسازی صنایع ایران (ایدرو)
۱۲- مدیر کل سیاسی و انتظامی استانداری مازندران
۱۳- مسئول ستاد جنگ و کمیته تبلیغات جنگ استان مازندران
۱۴- اولین فرماندار شهرستان سوادکوه مازندران